# Simsboro
Simsboro es una villa ubicada en la parroquia de Lincoln en el estado estadounidense de Luisiana. En el Censo de 2010 tenía una población de 841 habitantes y una densidad poblacional de 93,36 personas por km².

## Geografía
Simsboro se encuentra ubicada en las coordenadas 32°31′56″N 92°47′2″O / 32.53222, -92.78389. Según la Oficina del Censo de los Estados Unidos, Simsboro tiene una superficie total de 9.01 km², de la cual 9.01 km² corresponden a tierra firme y (0%) 0 km² es agua.

## Demografía
Según el censo de 2010, había 841 personas residiendo en Simsboro. La densidad de población era de 93,36 hab./km². De los 841 habitantes, Simsboro estaba compuesto por el 70.87% blancos, el 24.49% eran afroamericanos, el 0.83% eran amerindios, el 0.12% eran asiáticos, el 0% eran isleños del Pacífico, el 2.02% eran de otras razas y el 1.66% pertenecían a dos o más razas. Del total de la población el 4.16% eran hispanos o latinos de cualquier raza.